# Muntanyes Țarcu
Les muntanyes Țarcu són una serralada al sud-oest de Romania, a la vora occidental dels Carpats meridionals. Es troben entre la vall de Bistra (al sud), el riu Timiș (a l'est), les muntanyes Godeanu (al nord-oest) i la vall de Râul Mare (a l'oest), l'última sent una barrera natural entre elles i les Muntanyes de Retezat.
Les muntanyes de Țarcu estan declarades espai protegit Natura 2000 des de l'any 2007 perquè alberguen una valuosa biodiversitat i una natura espectacular. Juntament amb les muntanyes de Retezat, les muntanyes de Godeanu i les muntanyes de Cernei formen l'últim paisatge forestal intacte europeu, si no tenim en compte els boscos boreals (d'Escandinàvia i Rússia).

## Geologia
La majoria de roques de la serralada són cristal·lines, amb poques zones amb roques sedimentàries. Com a tal, les muntanyes són massissos, tallats per valls estretes. La pedra calcària només es troba en pocs llocs. L'erosió ha format diverses plataformes molt destacades, com la plataforma Borăscu. Les glaceres estaven presents durant les edats glacials, deixant calderes glacials i petits llacs glacials, com el llac Bistra.

## Clima
A causa de les influències climàtiques occidentals, la quantitat de pluja a les muntanyes de Țarcu és força gran. La neu pot caure a altituds superiors als 1500 metres en qualsevol moment de l'any, mentre que el paquet de neu sol durar des d'octubre o novembre fins al juny o fins i tot juliol a les calderes glacials dels cims més alts.

## Cims importants
- Vârful Țarcu, 2190 metres, té una estació meteorològica a la part superior.
- Vârful Pietrii, 2192 metres, dominant l'estany Bistra.
- Vârful Căleanu, 2190 metres.
- Muntele Mic, 1802 metres, té una estació d'esquí.
- Măgura Marga, 1503 metres, dominant el poble de Marga.
- Vârful Cuntu, 1441 metres, té una estació meteorològica a prop.